# تفسير التأويلات النجمية
تفسير التأويلات النجمية كتاب من كتب التفسير، للشيخ نجم الدين الكبرى.
روى أبو داود في سننه قال: حَدَّثَنَا أَبُو بَكْرِ بْنُ أَبِي شَيْبَةَ ، وَمُسَدَّدٌ الْمَعْنَى، قَالَا : حَدَّثَنَا يَحْيَى ، عَنْ عُبَيْدِ اللَّهِ بْنِ الْأَخْنَسِ ، عَنِ الْوَلِيدِ بْنِ عَبْدِ اللَّهِ ، عَنْ يُوسُفَ بْنِ مَاهَكَ ، عَنِ ابْنِ عَبَّاسٍ قَالَ : قَالَ رَسُولُ اللَّهِ صَلَّى اللَّهُ عَلَيْهِ وَسَلَّمَ : " مَنِ اقْتَبَسَ عِلْمًا مِنَ النُّجُومِ اقْتَبَسَ شُعْبَةً مِنَ السِّحْرِ، زَادَ مَا زَادَ ".

## المؤلف والكتاب
كتاب مهم في التفسير الصوفي، أصل من أهم أصول التفسير الإشاري عند الصوفية. من المعلوم أن الشيخ المصنف لم يتمه حيث وافته منية الاستشهاد، لقدر من الله وميعاد، فأتمه «العلاء السمناني», فبدأ بسورة الفاتحة تبركاً، ثم لسورة الطور ثم لآخر الكتاب العزيز. كتاب التأويلات من الكتب التي أكثر المفسرون النقل عنها كالشيخ «البرسوي» في روح البيان، والشيخ «النيسابوري» في غرائب القرآن، وغيرهم. وكتاب السمناني المسمي ب”عين الحياة” تتمة التأويلات، لم نر من نقل عنه المفسرين، وهذا مما أجهدنا كثيراً في تحقيق وضبط ألفاظه التي رأينا الغالب عليها المنهج الفلسفي الأخلاقي، وهو جهد طيب من العلامة السمناني.

## وصلات خارجية
- روزبهان البقلي/ تحميل الكتاب من المكتبة العلمية